# Mikołaj Szczęsny (lekkoatleta)
Mikołaj Szczęsny (ur. 19 grudnia 2004) – polski lekkoatleta, specjalizujący się w skoku wzwyż.

## Osiągnięcia
| Rok  | Impreza                                   | Miejsce   | Konkurencja | Pozycja    | Wynik | Źródło |
| ---- | ----------------------------------------- | --------- | ----------- | ---------- | ----- | ------ |
| 2021 | Halowe Mistrzostwa Polski U18 i U20       | Toruń     | skok wzwyż  | 6. miejsce | 1.80  | [ 3 ]  |
| 2021 | Mistrzostwa Polski U18                    | Włocławek | skok wzwyż  | 5. miejsce | 1.94  | [ 4 ]  |
| 2022 | Halowe Mistrzostwa Polski U18 i U20       | Rzeszów   | skok wzwyż  | 3. miejsce | 2.10  | [ 5 ]  |
| 2022 | Mistrzostwa Polski Juniorów               | Radom     | skok wzwyż  | 3. miejsce | 2.09  | [ 6 ]  |
| 2022 | Mistrzostwa Polski Seniorów               | Suwałki   | skok wzwyż  | 2. miejsce | 2.12  | [ 7 ]  |
| 2023 | Halowe Mistrzostwa Polski                 | Toruń     | skok wzwyż  | 5. miejsce | 2.04  | [ 8 ]  |
| 2024 | Halowe Mistrzostwa Polski                 | Toruń     | skok wzwyż  | 6. miejsce | 2.00  | [ 9 ]  |
| 2024 | Młodzieżowe Mistrzostwa Polski            | Lublin    | skok wzwyż  | 3. miejsce | 2.11  | [ 10 ] |
| 2024 | Mistrzostwa Polski                        | Bydgoszcz | skok wzwyż  | 6. miejsce | 2.08  | [ 11 ] |
| 2024 | Mecz U23 Czechy-Ukraina-Węgry-Polska 2024 | Kraków    | skok wzwyż  | 1. miejsce | 2.16  | [ 12 ] |
| 2025 | Halowe Mistrzostwa Polski Seniorów        | Toruń     | skok wzwyż  | 1. miejsce | 2.17  | [ 13 ] |
| 2025 | Mistrzostwa Polski Juniorów               | Kraków    | skok wzwyż  | 1. miejsce | 2.19  | [ 14 ] |
| 2025 | Młodzieżowe Mistrzostwa Europy            | Bergen    | skok wzwyż  | 2 miejsce  | 2.26  | [ 15 ] |